# تغلظ

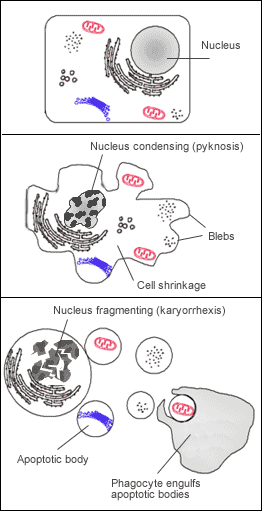
استماتة

تغلُّظ (بالإنجليزية: pyknosis)‏ هو زيادة وتكثف دائم للمادة الصبغية (الكروماتين) في نواة الخلية التي تمر بعملية النخر أو الاستماتة شكل من موت الخلية المبرمج.، وهي أول علامة على بدء موت الخلايا. يليه تمزق النواة، أو تفتيت النواة. ويأتي أصل كلمة تغلظ (pyknosis) من معنى (باللاتينية:pyknono التي تعني "تكثف") ويلاحظ أيضاً في نضوج خلايا الدم الحمراء والعدلات (نوع من خلايا الدم البيضاء). نضج (metarubricyte)  مرحلة النضج في (خلايا الدم الحمراء) سوف تتكثف نواتها قبل قذفها أوطردها من أن تصبح خلايا شبكية. العدلة الناضجة سوف تكثف نواتها إلى أقسام عديدة متصلة، التي تبقى في الخلية حتى نهاية حياتها.  وغالباً ما توجد النواة التغلظية في المنطقة الشبكية للغدة الكظرية.